# Таде Алваро Нгамба
Таде Алваро Нгамба (фр. Thadee Alvaro Ngamba; нар. 15 грудня 1998, Яунде, Камерун) — французький та камерунський футболіст, півзахисник італійського клубу «Новара».

## Життєпис

### Кар'єра в Західній Європі
Вихованець «Ніцци». У дорослому футболі дебютував за другу команду клубу 28 травня 2016 року в переможному (2:1) виїзному поєдинку 20-го туру Національного чемпіонату 2 проти «Авірон Байонно». Альваро вийшов на поле в стартовому складі, а на 58-й хвилині його замінив Махер Хаммед. За півтора сезону, проведені у «Ніцці Б» зіграв 4 матчі в Національному чемпіонаті 2.
У липні 2017 року перейшов до італійського «Паганезе». У новій команді дебютував 30 липня 2017 року в програному (0:6) виїзному поєдинку кубку Італії проти «Трапані». Нгамба вийшов на поле в стартовому складі та відіграв увесь матч. У Серії C дебютував за «Паганезе» 2 вересня 2017 року в переможному (2:0) виїзному поєдинку 2-го туру проти «Козенци». Алваро вийшов на поле на 59-й хвилині, замінивши Мар'яно Бернардіні. У сезоні 2017/18 років зіграв 30 матчів у Серії C та 1 поєдинок у кубку Італії. На початку липня 2019 року залишив італійський клуб, тривалий період часу перебував без роботи. У листопаді 2019 року побував на перегляді в «Колосі», але ковалівському клубу камерунець не підійшов. У лютому 2020 року перейшов до скромного бельгійського клубу «Лув'є Сентр». У новому клубі дебютував 29 лютого 2020 року в нічийному (1:1) виїзному поєдинку 23-го туру Першого дивізіону аматорського чемпіонату Бельгії проти «Патро Ейзден». Алваро вийшов на поле в стартовому складі та відіграв увесь матч. Проте закріпитися в команді не зміг, на початку березня 2020 року зіграв ще один матч за «Лув'є Сентр» в аматорському Першому дивізіоні, після чого за команду не грав. На початку жовтня 2020 року залишив бельгійський клуб.

### Україна
На початку серпня 2020 року авторитетне інтернет-видання Transfermarkt розповсюдило інформацію про перехід Нгамби до складу «Колосу», не розкриваючи при цьому жодних деталей трансферу, але офіційно ковалівський клуб вище вказану інформацію не підтвердив. На початку жовтня 2020 року підписав 1-річний контракт з «Поділлям», отримав футболку з 6-м ігровим номером. У футболці хмельницького клубу дебютував 10 жовтня 2020 року в переможному (2:1) домашньому поєдинку 6-го туру групи А Другої ліги проти «Ужгорода». Алваро вийшов на поле в стартовому складі, а на 90-й хвилині його замінив Кирило Костенко. До кінця року провів 7 матчів за «Поділля».
У січні 2021 року підписав контракт на 2,5 роки з клубом Прем'єр-ліги «Колос» (Ковалівка).